# Astronomia cinese

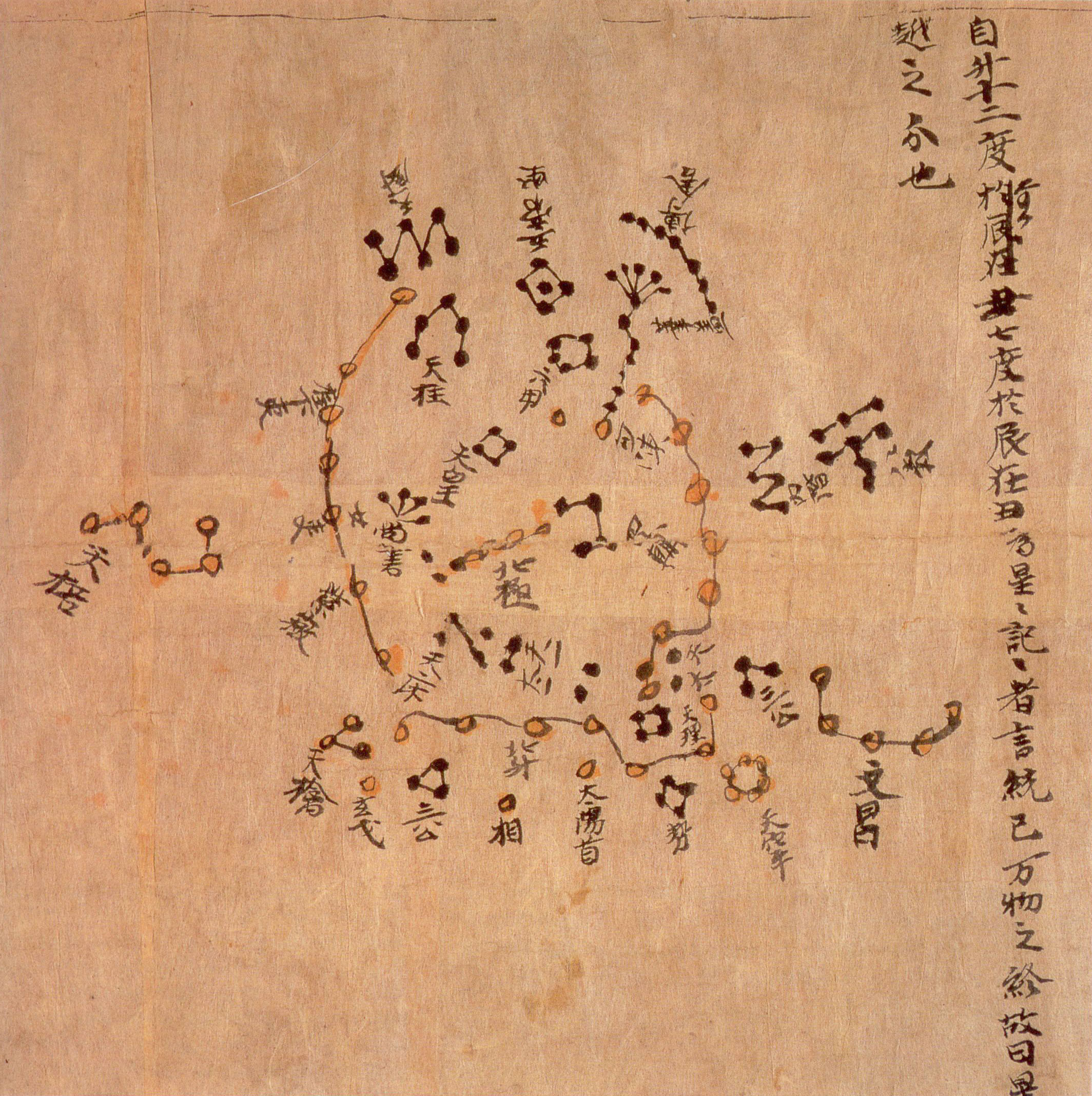
La carta celeste di Dunhuang della dinastia Tang (regione del polo nord). Si ritiene che questa carta celeste risalga al regno dell'imperatore Zhong Zong (705–710). Fu trovata a Dunhuang, Gansu. Le costellazioni delle tre scuole astronomiche erano distinte con colori diversi: bianco, nero e giallo rispettivamente per le stelle di Wu Xian, Gan De e Shi Shen. L'intera serie di carte celesti conteneva 1.300 stelle.

L'astronomia in Cina ha una lunga tradizione: gli storici indicano che i Cinesi furono a livello globale i più assidui e accurati osservatori dei fenomeni celesti prima degli Arabi. I nomi delle stelle, in seguito categorizzati nelle ventotto case lunari, sono stati trovati sugli ossi oracolari portati alla luce ad Anyang, risalenti alla media dinastia Shang (età del bronzo cinese), e il nucleo del sistema delle case lunari (xiù: 宿) sembra aver preso forma verso il tempo del re Wu Ding (1339-1281 a.C.).
Le registrazioni dettagliate delle osservazioni astronomiche cominciarono durante il periodo dei regni combattenti (IV secolo a.C.) e fiorirono dal periodo Han in avanti. L'astronomia cinese era equatoriale, incentrata com'era sull'osservazione ravvicinata delle stelle circumpolari, ed era basata su principi diversi da quelli prevalenti nell'astronomia tradizionale occidentale, dove le levate e i tramonti eliaci delle costellazioni zodiacali formavano la struttura base dell'eclittica.
Alcuni elementi dell'astronomia indiana raggiunsero la Cina con l'espansione del buddhismo dopo la dinastia Han orientale (25-220 d.C.), ma l'incorporazione più dettagliata del pensiero astronomico indiano avvenne durante la dinastia Tang (618-907), quando numerosi astronomi indiani si trasferirono nella capitale cinese, e studiosi cinesi come il grande monaco buddhista tantrico e matematico Yi Xing padroneggiarono il suo sistema. Gli astronomi islamici medievali collaborarono strettamente con i loro colleghi cinesi durante la dinastia Yuan e, dopo un periodo di relativo declino durante la dinastia Ming, l'astronomia fu rivitalizzata sotto lo stimolo della cosmologia e della tecnologia occidentale dopo che i Gesuiti fondarono le loro missioni. Il telescopio fu introdotto nel XVII secolo. Nel 1669, l'antico Osservatorio imperiale di Pechino fu completamente riprogettato e dotato di nuove apparecchiature sotto la direzione di Ferdinand Verbiest. Oggi, la Cina continua a essere attiva nell'astronomia, con molti osservatori e un proprio programma spaziale.

## Storia antica

### Scopo delle osservazioni astronomiche nel passato

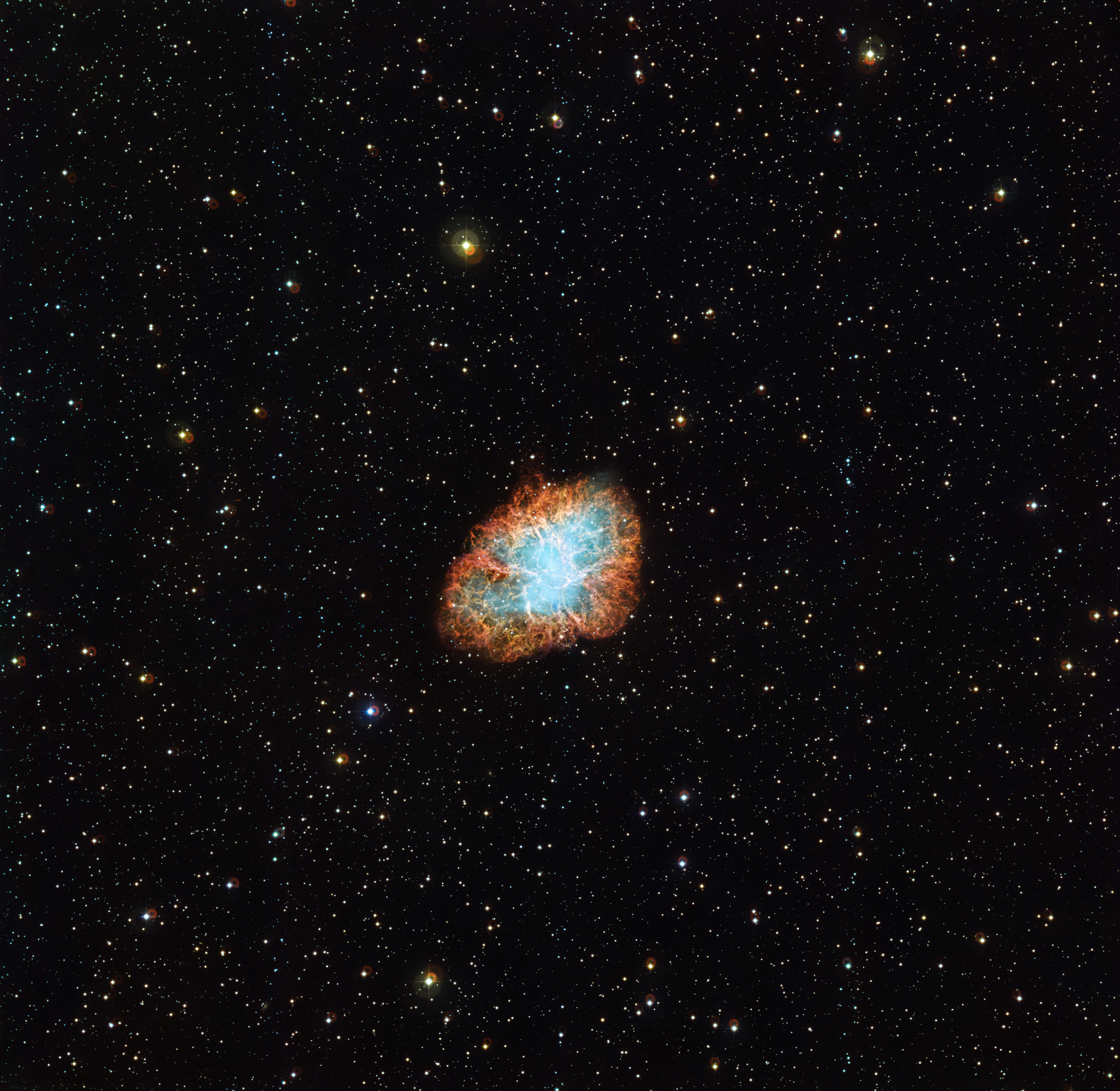
Vista a campo ampio della Nebulosa Granchio.

Una delle funzioni principali dell'astronomia era la rilevazione del tempo. I Cinesi usavano un calendario lunisolare, ma, poiché i cicli del sole e della luna sono diversi, ogni tanto doveva essere fatta l'intercalazione.
Il calendario cinese era considerato un simbolo di una dinastia. Poiché le dinastie sorgevano e cadevano, gli astronomi e gli astrologi di ogni periodo dovevano spesso preparare un nuovo calendario, dovendo fare perciò osservazioni a tale scopo.
Anche la divinazione astrologica era una parte importante dell'astronomia. Gli astronomi prendevano attentamente nota delle "stelle ospiti", che apparivano improvvisamente tra le stelle fisse. La supernova che creò la Nebulosa Granchio osservata nel 1054, ora nota come SN 1054, è un esempio di stella ospite osservata dagli astronomi cinesi, registrata anche dagli astronomi arabi, ma non dai loro contemporanei colleghi europei. Antiche registrazioni astronomiche di fenomeni come le supernove e le comete vengono talvolta ancora utilizzate nei moderni studi astronomici.

### Cosmologia
I Cinesi svilupparono tre diversi modelli cosmologici. Il modello Gai Tian, o a cupola emisferica, concepiva i cieli come un emisfero che si trovava sopra una terra a forma di cupola. Il secondo modello cosmologico, associato alla scuola di Hun Tian, vedeva i cieli come una sfera celeste non dissimile dai modelli sferici sviluppati nella tradizione greca ed ellenistica. La terza cosmologia, associata alla scuola di Xuan Ye, vedeva i cieli come infiniti in estensione, i corpi celesti come fluttuanti nei cieli con grandi separazioni tra di loro, e ritenevano che "la velocità degli astri dipende dalle loro nature individuali, il che mostra che non sono fissati a niente".

## Costellazioni
Le divisioni del cielo cominciarono con il Grande Carro e le Ventotto case lunari.
Nel 1977, fu disseppellita una scatola di lacca dalla tomba di Yi, marchese di Zeng, a Suixian, nella provincia di Hubei. I nomi delle 28 case lunari erano scritti sul coperchio della scatola, provando che l'uso di questo sistema di classificazione era stato introdotto prima del 433 a.C.
Poiché le case lunari hanno un'origine così antica, i significati della maggior parte dei loro nomi sono diventati oscuri. Ancora peggio, il nome di ciascuna casa lunare consiste di un'unica parola cinese, con significati che potrebbe variare in funzione dei diversi periodi storici. I significati di alcuni nomi sono ancora oggetto di discussione.
Oltre alle 28 case lunari, la maggior parte delle sue costellazioni si basavano sulle opere di Shi Shen-fu e Gan De, che furono astrologi durante il periodo dei regni combattenti (481 a.C.- 221 a.C.) in Cina.
Nel tardo periodo della dinastia Ming, lo scienziato agrario e matematico Xu Guangqi (1562 - 1633 d.C.) introdusse 23 costellazioni aggiuntive vicino al Polo Sud Celeste, che sono basate sui cataloghi celesti dell'Occidente (vedi Matteo Ricci).

## Cataloghi e carte celesti

### Cataloghi celesti
Nel IV secolo a.C., i due astronomi cinesi responsabili delle prime informazioni inserite nei cataloghi celesti furono Shi Shen e Gan De del periodo dei regni combattenti.
| Autore   | Nome tradotto                         | Nome cinese del catalogo | Pinyin           |
| -------- | ------------------------------------- | ------------------------ | ---------------- |
| Shi Shen | Astronomia di Shi Shen                | 石申天文                 | Shi Shen tianwen |
| Gan De   | Osservazione astronomica delle stelle | 天文星占                 | Tianwen xingzhan |

Sembra che questi libri siano durati fino al VI secolo, ma siano poi andati perduti. Numerosi libri condividono nomi simili, spesso citati e che prendono nome da essi. Questi testi non dovrebbero essere confusi con i cataloghi originali scritti da Shi Shen e Gan De. Tra le opere notevoli che aiutarono a preservarne i contenuti figurano:
| Autore         | Nome tradotto                                                       | Nome cinese    | Pinyin                      | Commenti |
| -------------- | ------------------------------------------------------------------- | -------------- | --------------------------- | --- |
| Sima Qian      | Libro degli uffici celesti                                          | 天官書         | Tianguan shu                | Questo è il capitolo astronomico delle Memorie di uno storico, una massiccia storia compilata durante il II secolo a.C. da Sima Qian, studioso e funzionario dell'era Han. Questo capitolo fornisce un catalogo celeste e discute le scuole astronomiche di Gan De e Shi Shen. |
| Ma Xian (馬顯) | Manuale delle stelle dei maestri Gan e Shi                          | 甘石星經       | Gan Shi Xingjing            | Malgrado avesse il nome attribuito a Shi e Gan, fu perduto e in seguito compilato nel 579 d.C. circa come appendice al Trattato sull'astrologia dell'era Kaiyuan, e riassunto nel libro 郡齋讀書志. |
|                | Libro dei Jin                                                       | 晉書           | Jin shu                     | Nei capitoli astronomici del testo |
|                | Libro dei Sui                                                       | 隋書           | Sui shu                     | [ 6 ] |
| Gautama Siddha | Trattato sull'astrologia dell'era Kaiyuan                           | 開元占經       | Kaiyuan Zhanjing            | Durante il regno dell'imperatore Xuan Zong dei Tang (712-756 d.C.). Dopo aver analizzato e fornito una sintesi dell'opera di Gan De e Shi Shen, gli astronomi dell'era Tang menzionarono i nomi di più di 800 stelle che erano state scoperte, 121 delle quali segnate con le posizioni. La tavola dei seni dell'astronomo e matematico indiano Aryabhata fu anch'essa tradotta nel Kaiyuan Zhanjing. |
|                | Il grande manuale delle stelle del firmamento comune all'astrologia | 通占大象曆星經 | Tongzhan taxiangli xingjing | Questo celebre manuale stellare è incorporato nel libro taoista Daozang. |

Wu Xian (巫咸) è stato uno degli astronomi coinvolti nel dibattito. È spesso rappresentato come uno dei fondatori della "tradizione astronomica delle tre scuole" insieme a Gan e Shi. Il testo classico cinese Manuale delle stelle del maestro Wu Xian (巫咸星經) e la sua paternità sono ancora in discussione, perché menziona nomi di dodici paesi che non esistevano nella dinastia Shang, l'era nella quale si supponeva che fosse stato scritto. Inoltre, era consueto nel passato per i Cinesi falsificare opere di famosi studiosi, il che potrebbe portare a una possibile spiegazione per le incoerenze riscontrate. Wu Xian generalmente è menzionato come l'astronomo che visse molti anni prima di Gan e Shi.
Zhang Heng (78-139 d.C.), l'astronomo e inventore della dinastia Han, non solo catalogò circa 2.500 diverse stelle, ma riconobbe anche più di 100 diverse costellazioni. Zhang Heng pubblicò inoltre la sua opera Ling Xian, una sintesi delle diverse teorie astronomiche nella Cina del tempo. Nel successivo periodo dei Tre regni (220-280 d.C.), Chen Zhuo (陳卓) combinò l'opera dei suoi predecessori, formando un altro catalogo celeste. Stavolta, furono elencate 283 costellazioni e 1.464 stelle. L'astronomo Guo Shoujing della dinastia Yuan (1279-1368 d.C.) creò un nuovo catalogo, che si credeva contenesse migliaia di stelle. Sfortunatamente, molti dei documenti di quel periodo furono distrutti, inclusi quelli di Shoujing. Strumenti astronomici imperiali (儀象考成) fu pubblicato nel 1757 e contiene esattamente 3.083 stelle.

### Carte celesti

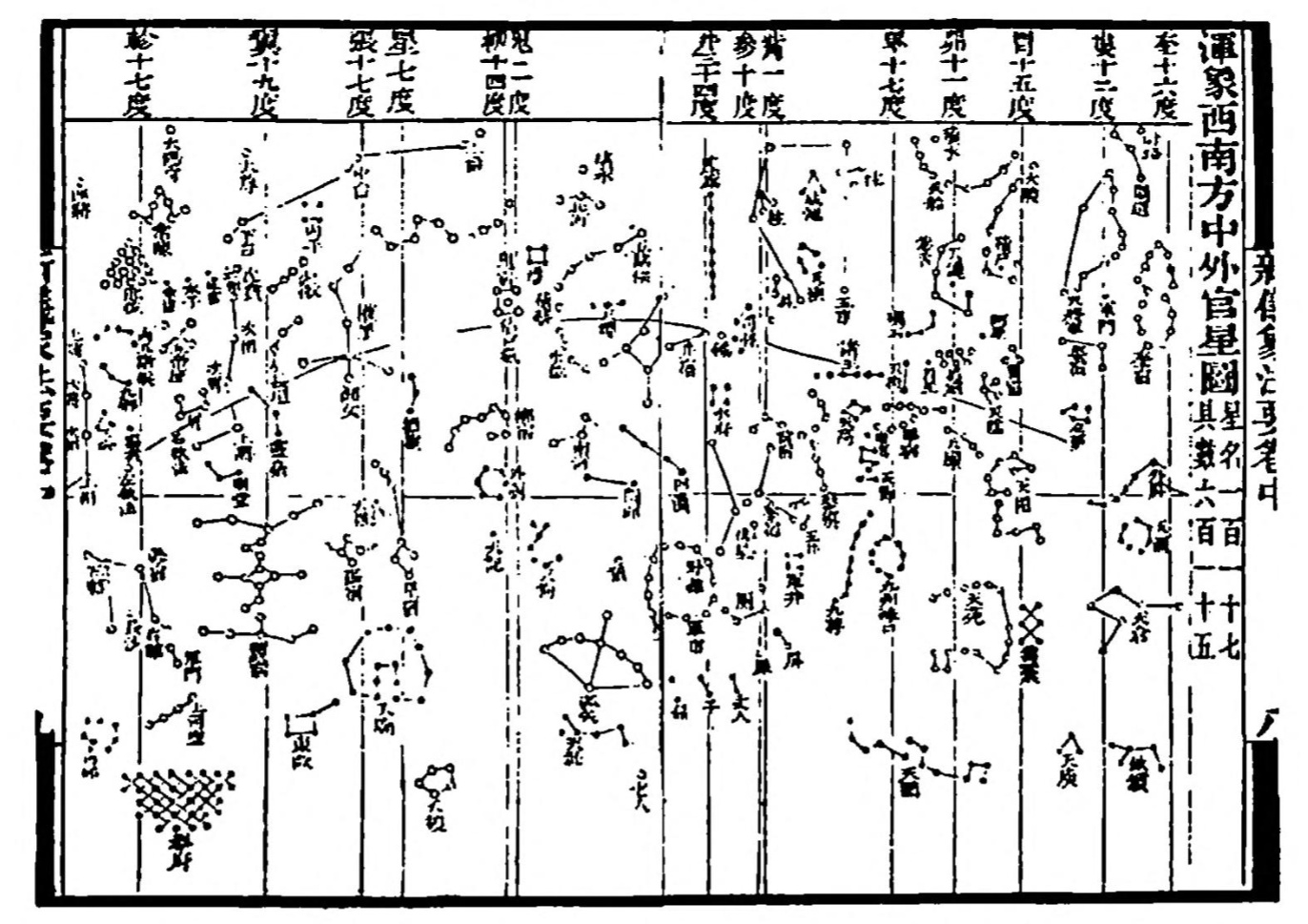
Una carta celeste con una proiezione cilindrica. Le carte celesti di Su Song rappresentano le più antiche esistenti in forma stampata.

I Cinesi disegnarono molte mappe delle stelle o carte celesti nei secoli passati. È oggetto di discussione quale si possa ritenere la più antica carta celeste, poiché anche ceramiche e antichi manufatti possono essere considerati come carte celesti. Una delle più antiche carte celesti esistenti in forma stampata proviene dall'atlante celeste di Su Song (1020-1101 d.C.) del 1092 d.C., che era incluso nel trattato di orologeria sulla sua torre dell'orologio. Quella più famosa è forse la Carta celeste di Dunhuang trovata a Dunhuang, Gansu. Scoperta dall'archeologo britannico Marc Aurel Stein nel 1907, la carta celeste fu portata nel British Museum a Londra. La mappa fu disegnata su carta e rappresenta il cielo completo, con più di 1.350 stelle. Sebbene anche gli antichi Babilonesi e Greci abbiano osservato il cielo e catalogato le stelle, può darsi che non esista o non sopravviva una registrazione così completa delle stelle. Quindi, al momento questa è la più antica carta dei cieli.
Secondo recenti studi, la carta utilizzata come supporto potrebbe datare il manoscritto già al VII secolo d.C. (dinastia Tang). Gli studiosi credono che la carta celeste dati dal 705 al 710 d.C., che è il regno dell'imperatore Zhong Zong della dinastia Tang. Ci sono alcuni testi (Ordinanze mensili, 月令) che descrivono il movimento del sole attraverso il cielo ciascun mese, che non era basato sull'osservazione di quel tempo.

## Eclissi lunari e solari
Gli astrologi cinesi registrarono 1.600 osservazioni di eclissi solari e lunari dal 750 a.C. L'antico astronomo cinese Shi Shen (vissuto nel IV secolo a.C.) era consapevole del ruolo della luna nelle eclissi solari, in quanto lasciò nei suoi scritti istruzioni per prevedere le eclissi usando le posizioni relative della luna e del sole. La teoria dell'influenza radiante, dove la luce della luna non era nient'altro che un riflesso del sole, fu sostenuta dal matematico e teorico musicale Jing Fang (78–37 a.C.), ma avversata dal filosofo cinese Wang Chong (27–97 d.C.), che chiarì nei suoi scritti che questa teoria non era nulla di nuovo. Jing Fang scrisse:
Anche gli antichi Greci lo sapevano, poiché Parmenide e Aristotele sostenevano la teoria della luna che splendeva a causa della luce riflessa. L'astronomo e inventore cinese Zhang Heng (78–139 d.C.) scrisse sia dell'eclisse solare sia dell'eclisse lunare nella pubblicazione  Ling Xian (靈憲), 120 d.C.:

Il sole è come il fuoco e la luna come l'acqua. Il fuoco emette luce e l'acqua la riflette. Così la luminosità della luna è prodotta dall'irraggiamento del sole, e l'oscurità della luna (pho) è dovuta al (la luce del) sole che viene ostruita (pi). Il lato che guarda il sole è pienamente illuminato, e il lato che ne è lontano è buio. I pianeti (come pure la luna) hanno la natura di acqua e riflettono la luce. La luce che si riversa in avanti dal sole (tang jih chih chhung kuang) non raggiunge sempre la luna a causa dell'ostruzione (pi) della terra stessa — questa si chiama an-hsü, un'eclisse lunare. Quando (un effetto simile) accade con un pianeta (noi lo chiamiamo) "occultazione" (hsing wei); quando la luna passa attraverso (kuo) (il percorso del sole) allora c'è un'eclisse solare (shih).

Shen Kuo (1031–1095), uno scienziato della successiva dinastia Song, usò i modelli di eclisse lunare e di eclisse solare allo scopo di provare che i corpi celesti erano rotondi e non piatti. Questa era un'estensione del ragionamento di Jing Fang e di altri teorici fin dalla dinastia Han. Nei suoi Saggi dalla piscina dei sogni del 1088  d.C., Shen raccontò una conversazione che aveva avuto con il direttore dell'Osservatorio astronomico, che gli aveva chiesto se le forme del sole e della luna fossero rotonde come palle o piatte come ventagli. Shen Kuo spiegò il suo ragionamento a favore della prima tesi:

Se fossero come palle sicuramente si ostruirebbero l'una con l'altra quando si incontrano. Io ho replicato che questi corpi celesti erano certamente come palle. Come lo sappiamo? Dal crescere e dal calare della luna. La luna stessa non proietta alcuna luce, ma è come una luna d'argento; la luce è la luce del sole (riflessa). Quando si vede la luminosità per la prima volta, la luce del sole (passa quasi) a fianco, così solo il lato è illuminato e sembra una luna crescente. Quando il sole gradualmente si allontana ancora, la luce splende obliqua, e la luna è piena, rotonda come una pallottola. Se metà di una sfera è coperta di polvere (bianca) e guardata di lato, la parte coperta somiglierà a una luna crescente; se si guarda dal davanti, apparirà rotonda. Così sappiamo che i corpi celesti sono sferici .

Quando gli fu chiesto perché le eclissi avvenissero solo su base occasionale mentre il corpo celeste era in congiunzione e in opposizione solo una volta al giorno, Shen Kuo scrisse:

Ho risposto che l'eclittica e il percorso della luna sono come due anelli, che giacciono uno sull'altro, ma distanti un piccolo spazio. (Se questa obliquità non esistesse), il sole si eclisserebbe ogni qual volta i due corpi fossero in congiunzione, e la luna si eclisserebbe ogni volta che essi fossero esattamente in congiunzione. Ma (in realtà) sebbene essi possano occupare lo stesso grado, i due percorsi non sono (sempre) vicini (l'uno all'altro), e così naturalmente i corpi non s'impongono l'uno sull'altro.

## Attrezzature e innovazione

### Sfera armillare (渾儀)

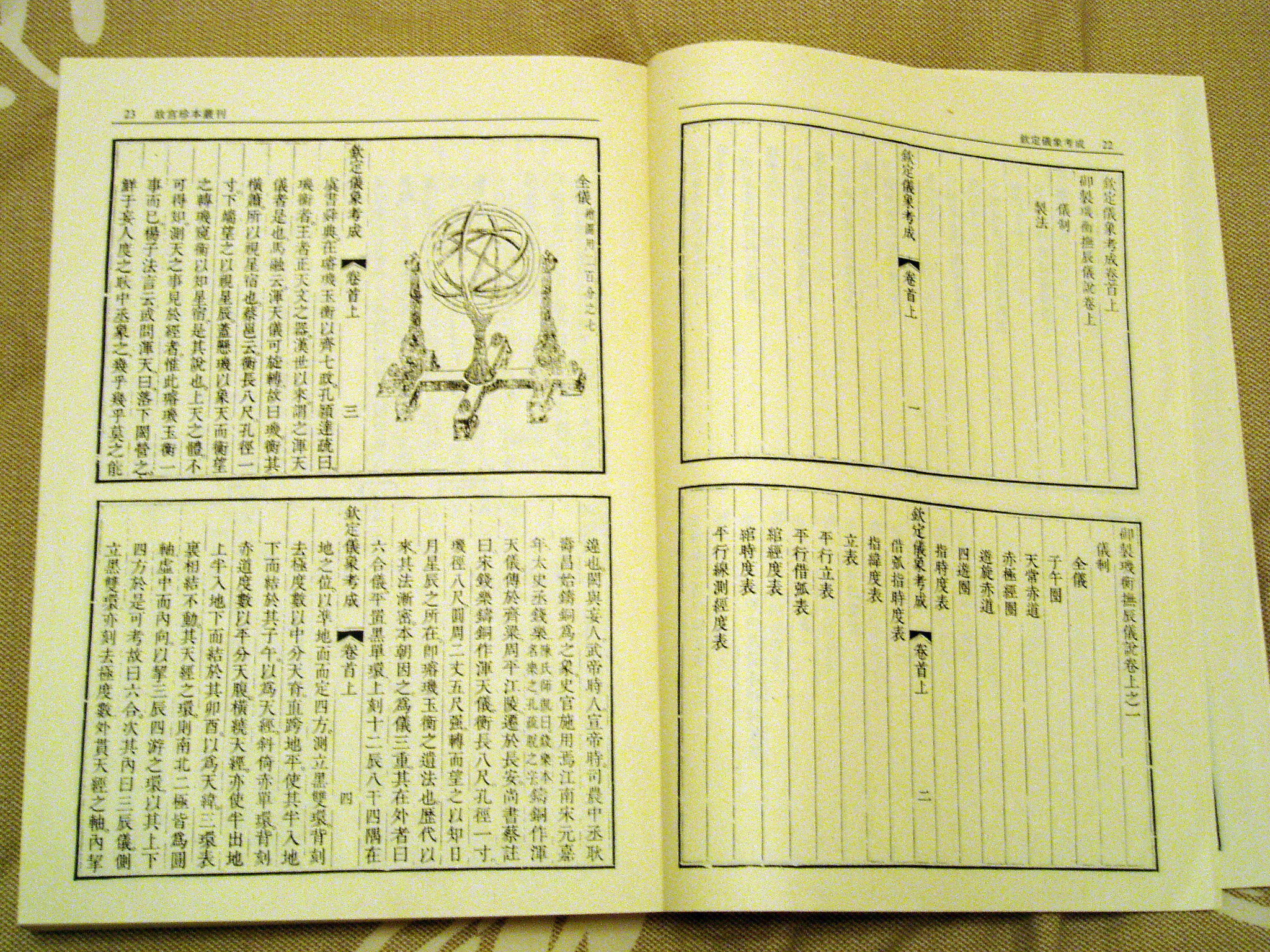
Un metodo per fabbricare strumenti di osservazione ai tempi della dinastia Qing

Il più antico sviluppo della sfera armillare in Cina risale al I secolo a.C., quando era disponibile un primitivo strumento armillare ad anello singolo. Questo permetteva di misurare la distanza dal polo nord (去極度, la forma cinese di declinazione) e la misura che dava la posizione in uno hsiu (入宿度, la forma cinese dell'ascensione retta).
Durante la dinastia Han occidentale (202 a.C.-9 d.C.), gli sviluppi apportati dagli astronomi Luo Xiahong (落下閎), Xiangyu Wangren e Geng Shouchang (耿壽昌) fecero progredire l'uso della sfera armillare nel suo iniziale stadio di evoluzione. Nel 52 d.C, l'astronomo Geng Shou-chang introdusse l'anello equatoriale fisso della sfera armillare. Nel successivo periodo della dinastia Han orientale (23-220  d.C.) attorno all'84 d.C., gli astronomi Fu An e Jia Kui aggiunsero l'anello ellittico. Con il famoso statista, astronomo e inventore Zhang Heng (78-139 d.C.) nel 125 d.C., la sfera fu totalmente completata con anelli per i paralleli e i meridiani. È da notare che la prima sfera armillare idraulica (cioè azionata ad acqua) del mondo fu creata da Zhang Heng, che la faceva azionare mediante l'afflusso di liquido proveniente da una clessidra ad acqua (vedi la voce su Zhang Heng per maggiori dettagli).

### Sfera armillare ridotta (簡儀)
Progettata dal famoso astronomo Guo Shoujing nel 1276 d.C., essa risolveva la maggior parte dei problemi riscontrati nelle sfere armillari del tempo.
La struttura primaria della sfera armillare ridotta contiene due grandi anelli perpendicolari tra loro, uno dei quali è parallelo al piano equatoriale ed è chiamato di conseguenza "anello equatoriale"; l'altro è un anello doppio che è perpendicolare al centro dell'anello equatoriale, ruota intorno a un'asta metallica ed è chiamato "anello doppio dell'ascensione retta".
L'anello doppio contiene al suo interno un cannocchiale con un mirino. Nel corso delle osservazioni, gli astronomi puntavano la stella con il cannocchiale, dopodiché la posizione della stella poteva essere ricavata osservando i quadranti dell'anello equatoriale e dell'anello doppio dell'ascensione retta.
Lo strumento fu fuso da un missionario straniero nel 1715 d.C. Quello sopravvissuto fu costruito nel 1437 d.C. e fu portato nell'odierna Germania. Fu poi depositato in un'ambasciata francese nel 1900, durante l'Alleanza delle otto nazioni. Sotto la pressione del malcontento pubblico internazionale, la Germania restituì lo strumento alla Cina. Nel 1933, fu posto nell'Osservatorio della Montagna Purpurea, che impedì che fosse distrutto nella invasione giapponese. Negli anni 1980, la sfera armillare era gravemente erosa e consumata dalla ruggine ed era quasi distrutta. Il restauro del dispositivo da parte del governo di Nanchino richiese 11 mesi di lavoro.

### Globo celeste (渾象) prima della dinastia Qing

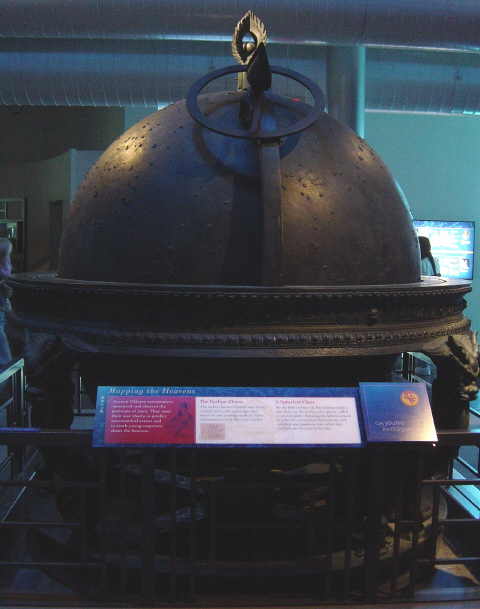
Globo celeste della dinastia Qing

Oltre alle carte celesti, i Cinesi costruirono anche globi celesti, che mostrano le posizioni delle stelle come una carta celeste e presentano il cielo in un momento specifico. A causa del suo nome cinese, viene spesso confuso con la sfera armillare, che in cinese differisce solo per una parola (渾象 vs. 渾儀).
Secondo le registrazioni, il primo globo celeste fu costruito da Geng Shou-chang (耿壽昌) tra il 70 a.C. e il 50 a.C. Nella dinastia Ming, il globo celeste del tempo era un enorme globo, che mostrava le 28 case, l'equatore celeste e l'eclittica. Nessuno di essi è sopravvissuto.

### Globo celeste (天體儀) nella dinastia Qing
I globi celesti erano chiamati 天體儀 ("corpi celesti di Miriam") nella dinastia Qing. Quello nell'Osservatorio imperiale di Pechino fu fatto dal missionario belga Ferdinand Verbiest (南懷仁) nel 1673 d.C. Diversamente da altri globi celesti cinesi, esso utilizza i 360 gradi invece dei 365,24 gradi che erano lo standard nell'antica Cina. È anche il primo globo cinese che mostra le costellazioni vicino al Polo Sud celeste.

### La sfera armillare azionata ad acqua e la torre del globo celeste (水運儀象台)
L'inventore della sfera armillare ad energia idraulica fu Zhang Heng (78-139 d.C.) della dinastia Han. Zhang era molto conosciuto per le sue brillanti applicazioni nel campo degli ingranaggi meccanici, e questa fu una delle sue invenzioni più importanti insieme al suo sismoscopio che in modo semplice indicava la direzione da cui provenivano le onde sismiche di terremoti avvenuti anche a centinaia di chilometri di distanza.
Iniziata da Su Song (蘇頌) e dai suoi colleghi nel 1086 d.C. e terminata nel 1092 d.C., la sua grande torre dell'orologio astronomica era dotata di una sfera armillare (渾儀), un globo celeste (渾象) e un cronografo meccanico. Era azionata da un meccanismo a scappamento e dalla prima trasmissione a catena conosciuta. Tuttavia, 35 anni dopo nel 1127 d.C., l'esercito invasore dei Jurchen smantellò la torre al momento della presa della capitale Kaifeng. La sfera armillare fu portata a Pechino e la torre non fu mai completamente reintegrata, nemmeno da parte del figlio di Su Song.
Fortunatamente, due versioni del trattato scritto da Su Song sulla torre dell'orologio sono sopravvissute ai secoli, cosicché è possibile studiare la sua torre dell'orologio astronomica attraverso i testi medievali.

### Vero nord e moto planetario
Il poliedrico scienziato cinese Shen Kuo (1031–1095) non solo fu il primo nella storia a descrivere la bussola con ago magnetico, ma fece anche una misurazione più accurata della distanza tra la stella polare e il vero nord che poteva essere usata per la navigazione. Shen ottenne questo risultato facendo osservazioni astronomiche notturne insieme al suo collega Wei Pu, usando il modello migliorato da Shen di un cannocchiale più ampio che poteva essere fissato per osservare indefinitamente la stella polare. Insieme alla stella polare, Shen Kuo e Wei Pu preparano anche un programma di osservazioni astronomiche notturne per un periodo di cinque anni consecutivi, un lavoro imponente che avrebbe rivaleggiato perfino con il lavoro successivo di Tycho Brahe in Europa. Per il loro progetto, Shen Kuo e Wei Pu mapparono su una carta celeste le coordinate esatte dei pianeti e svilupparono le teorie del moto planetario, compreso il moto retrogrado.

## Influenze straniere

### Astronomia indiana
Il buddhismo raggiunse per la prima la volta la Cina durante la dinastia Han orientale, e le traduzioni di opere indiane sull'astronomia giunsero in Cina verso l'era dei Tre Regni (220–265 d.C.). Tuttavia, la più dettagliata incorporazione dell'astronomia indiana ebbe luogo solo durante la dinastia Tang (618-907), quando numerosi studiosi cinesi — come Yi Xing — sapevano padroneggiare sia l'astronomia indiana che quella cinese. Un compendio dell'astronomia indiana divenne noto in Cina come Jiuzhi-li (718 d.C.), il cui autore era un indiano di nome Qutan Xida — una traduzione del devanagari Gautama Siddha —, direttore dell'osservatorio astronomico nazionale della dinastia Tang.
La tavola astronomica delle funzioni trigonometriche dell'astronomo e matematico indiano Aryabhatan fu tradotta nel libro di astronomia e matematica cinese Trattato sull'astrologia dell'era Kaiyuan (Kaiyuan Zhanjing), compilato nel 718 d.C. durante la dinastia Tang. Il Kaiyuan Zhanjing fu compilato dal già citato Gautama Siddha, un astronomo e astrologo nato nel Chang'an e la cui famiglia era originaria dell'India. Egli si distinse anche per la sua traduzione del calendario Navagraha in cinese.

### Astronomia islamica in Asia orientale

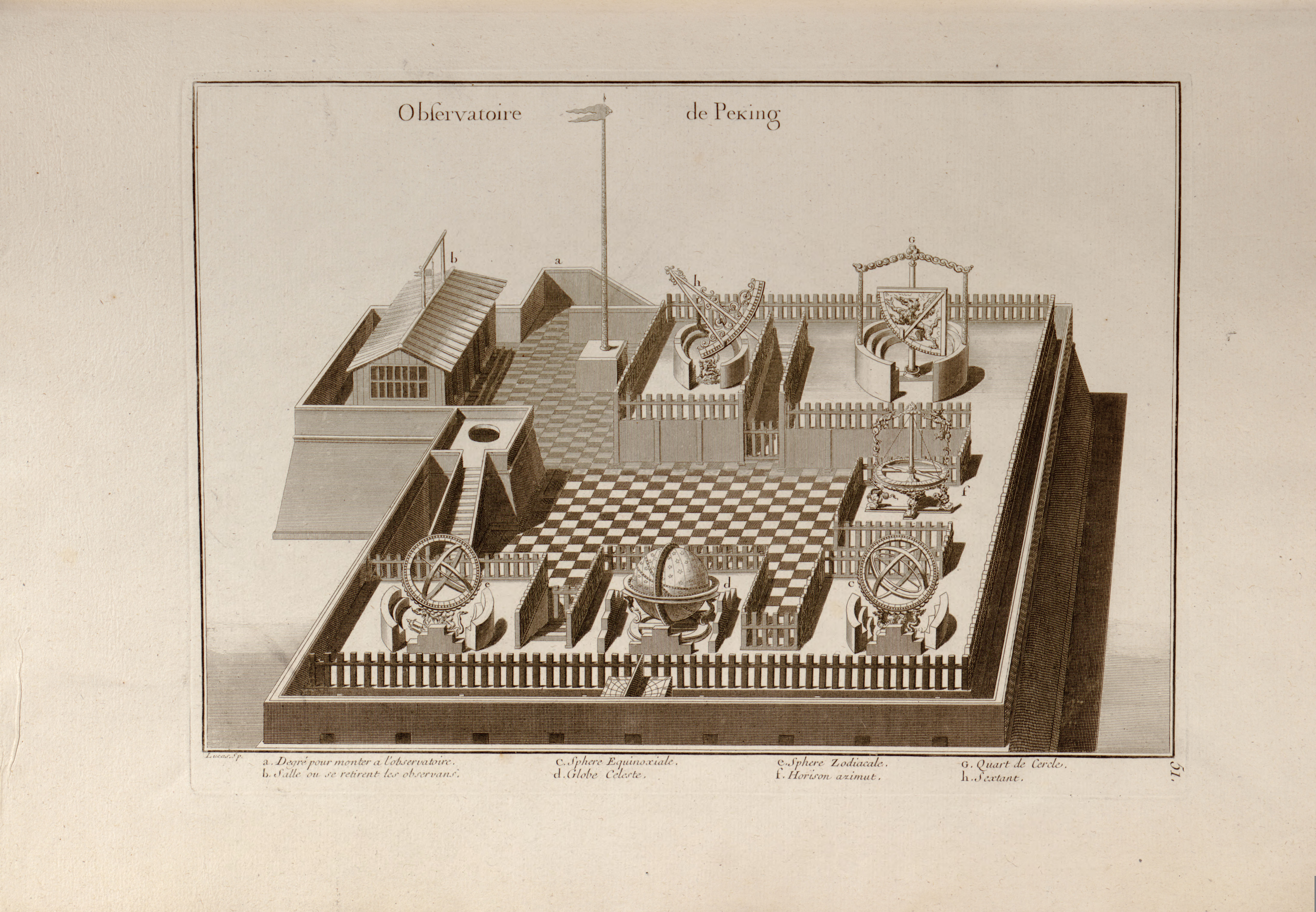
Primo disegno europeo dell'Osservatorio imperiale di Pechino.

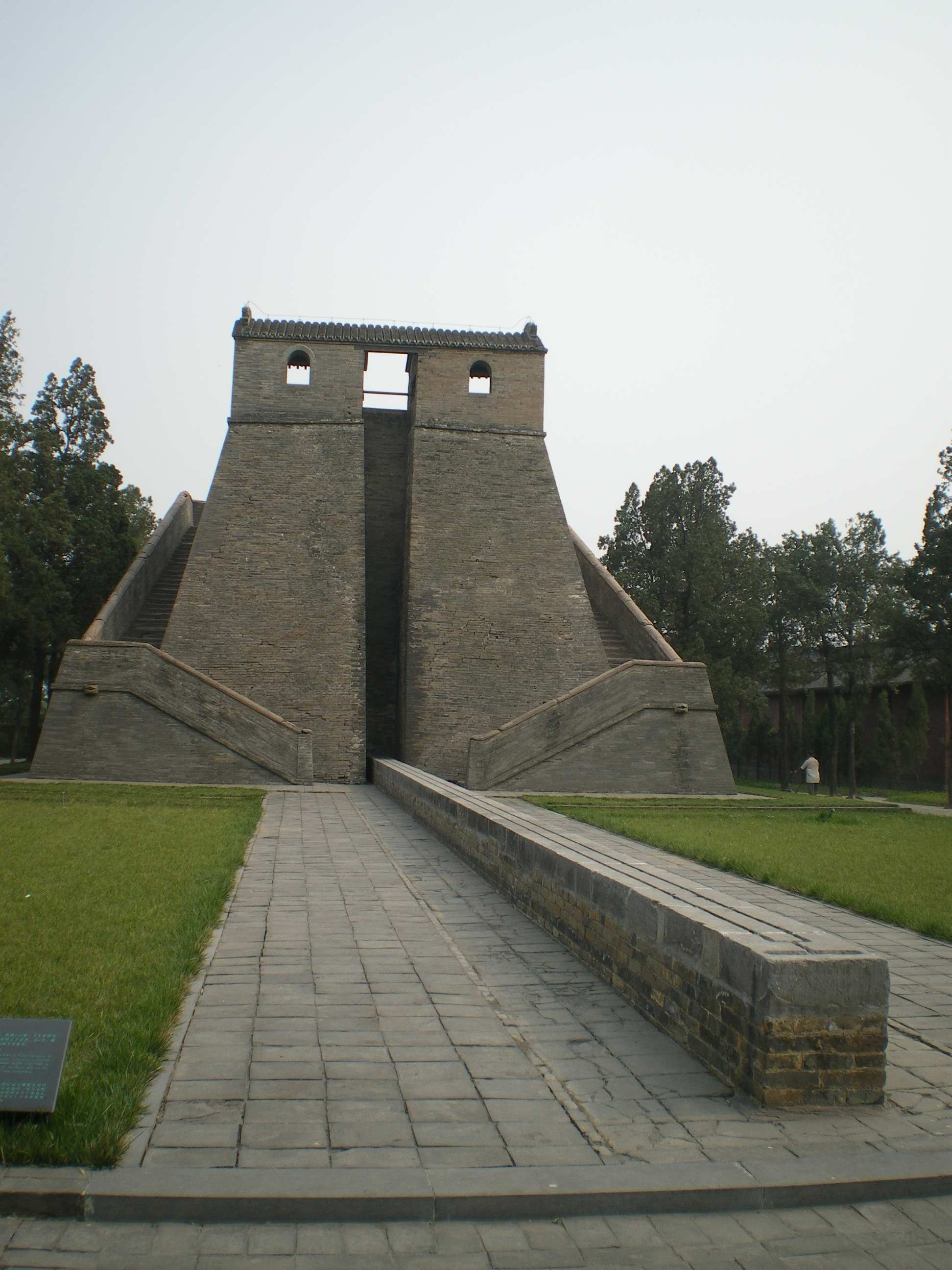
Osservatorio astronomico di Gaocheng. Fu costruito nel 1276.

La prima registrazione dell'influenza islamica sull'astronomia cinese risale alla dinastia Song, quando un astronomo musulmano di etnia Hui chiamato Ma Yize, introdusse il concetto della settimana composta di 7 giorni e diede altri contributi.
Astronomi islamici furono condotti in Cina per occuparsi della creazione dei calendari e dell'astronomia durante l'Impero mongolo e la successiva dinastia Yuan. Lo studioso cinese Yelü Chucai accompagnò Gengis Khan in Persia nel 1210 e studiò il locale calendario per utilizzarlo nell'Impero mongolo. Kublai Khan portò degli Iraniani a Pechino per costruire un osservatorio e un'istituzione per gli studi astronomici.
Parecchi astronomi cinesi lavorarono all'Osservatorio di Maragheh, fondato da Nasir al-Din al-Tusi nel 1259 sotto il patrocinio di Hulagu Khan in Persia. Uno di questi astronomi cinesi fu Fu Mengchi, o Fu Mezhai.
Nel 1267, l'astronomo persiano Jamal ad-Din, che in precedenza aveva lavorato all'Osservatorio di Maragheh, presentò a Kublai Khan sette strumenti astronomici persiani, inclusi un globo terrestre e una sfera armillare, nonché un almanacco astronomico, che in seguito fu noto in Cina come il Wannian Li ("Calendario dei diecimila anni" o "Calendario eterno"). Jamal ad-Din fu conosciuto come "Zhama Luding" in Cina, dove, nel 1271, fu nominato dal Khan primo direttore dell'Osservatorio islamico di Pechino, noto come l'Ufficio astronomico islamico, che operò a fianco dell'Ufficio astronomico cinese per quattro secoli. L'astronomia islamica conquistò una buona reputazione in Cina per la sua teoria delle latitudini planetarie, che non esistevano nell'astronomia cinese del tempo, e per la sua accurata previsione delle eclissi.
Alcuni degli strumenti astronomici costruiti dal famoso astronomo cinese Guo Shoujing poco tempo dopo avevano uno stile simile a quello della strumentazione costruita a Maragheh. In particolare, lo "strumento semplificato" (jianyi) e il grande gnomone presso l'Osservatorio astronomico di Gaocheng mostrano tracce dell'influenza islamica. È possibile che l'opera di Shoujing sulla trigonometria sferica, sviluppata mentre lavorava alla formulazione del calendario Shoushili nel 1281, sia stata parzialmente influenzata anche dalla matematica islamica che era largamente accettata alla corte di Kublai. Queste possibili influenze includono un metodo pseudo-geometrico per la conversione tra coordinate equatoriali ed eclittiche, l'uso sistematico dei decimali nei parametri sottostanti e l'interpolazione cubica nel calcolo dell'irregolarità nei moti planetari.
L'imperatore Taizu (che regnò dal 1368 al 1398) della dinastia Ming (1328–1398), nel primo anno del suo regno (1368), fece venire a Nanchino alcuni specialisti di astrologia Han e non Han dalle istituzioni astrologiche di Pechino della precedente dinastia mongola Yuan, per farli diventare funzionari dell'osservatorio nazionale appena istituito. Quella fu la prima volta che il governo Ming convocò nella capitale del sud (Nanchino) quattordici astronomi ufficiali della capitale del nord (Pechino).
Al fine di aumentare l'accuratezza nei metodi di osservazione e computazione, l'imperatore Taizu rinforzò l'adozione di sistemi di calendario paralleli, quello Han e quello Hui. Negli anni successivi, la corte Ming assegnò a molti astrologi hui alte posizioni nell'Osservatorio imperiale. Essi scrissero molti libri sull'astronomia islamica e fabbricarono anche attrezzature astronomiche basate sul sistema islamico.
Nel 1383 fu completata la traduzione in cinese di due importanti opere: Zij (1366) e al-Madkhal fi Sina'at Ahkam al-Nujum ("Introduzione all'astrologia") (1004).
Nel 1384, fu fabbricato un astrolabio cinese per osservare le stelle, basato sulle istruzioni per fabbricare attrezzature islamiche multifunzione. Nel 1385, l'apparato fu installato su una collina nella parte nord di Nanchino.
Intorno al 1384, durante la dinastia Ming, l'imperatore Zhu Yuanzhang ordinò la traduzione e la compilazione in cinese delle tavole astronomiche islamiche, un compito che fu portato a termine dagli studiosi Mashayihei, un astronomo musulmano, e Wu Bozong, un funzionario-studioso cinese. Queste tavole divennero note come Huihui Lifa ("Sistema musulmano di astronomia calendaristica"), che fu pubblicato in Cina molte volte fino all'inizio del XVIII secolo, benché la dinastia Qing avesse ufficialmente abbandonato la tradizione dell'astronomia cino-islamica nel 1659. L'astronomo musulmano Yang Guangxian fu noto per i suoi attacchi alle scienze astronomiche dei Gesuiti.

### Attività gesuita in Cina
L'introduzione della scienza occidentale in Cina da parte di sacerdoti astronomi gesuiti tra la fine del XVI e l'inizio del XVII secolo interessò anche il campo dell'astronomia ed ebbe sia vantaggi sia svantaggi.
Il telescopio fu introdotto in Cina all'inizio del XVII secolo. Esso fu menzionato per la prima volta in uno scritto cinese da Emanuel Diaz (Yang MaNuo), che scrisse il suo Tian Wen Lüe nel 1615. Nel 1626, Johann Adam Schall von Bell (Tang Ruowang) pubblicò il trattato cinese sul telescopio noto come Yuan Jing Shuo (Il vetro ottico che vede lontano). L'imperatore Chongzhen (崇禎帝, r. 1627–1644) della dinastia Ming acquistò il telescopio di Johannes Terrentius (o Johann Schreck; Deng Yu-han) nel 1634, dieci anni prima del crollo della dinastia Ming. Tuttavia, l'impatto sull'astronomia cinese fu limitato.
Le missioni gesuite in Cina del XVI e XVII secolo portarono l'astronomia occidentale, che stava allora subendo la propria rivoluzione, in Cina. Dopo il processo a Galileo all'inizio del XVII secolo, all'ordine cattolico gesuita fu imposto di aderire al geocentrismo e di ignorare gli insegnamenti eliocentrici di Copernico e dei suoi seguaci, anche se stavano diventando normali nell'astronomia europea. Così, i Gesuiti inizialmente condivisero con i loro ospiti cinesi un'astronomia geocentrica e in gran parte pre-copernicana (cioè, la visione tolemaica e aristotelica dell'epoca ellenistica). I Gesuiti (come Giacomo Rho) introdussero il modello geoeliocentrico di Tycho come modello cosmologico standard. I Cinesi erano fondamentalmente contrari anche a questo modello, dal momento che credevano da tempo (dall'antica dottrina di Xuan Ye) che i corpi celesti fluttuassero nel vuoto in uno spazio infinito. Questo contraddiceva la visione aristotelica delle sfere cristalline, concentriche e solide, dove tra i corpi celesti non c'era il vuoto, ma una massa d'aria.
Naturalmente, le visioni di Copernico, Galileo e Tycho Brahe alla fine avevano trionfato nella scienza europea, e queste idee filtrarono lentamente in Cina malgrado gli sforzi iniziali dei Gesuiti di contenerle. Nel 1627, il gesuita polacco Michael Boym (Bu Mige) introdusse con molto entusiasmo le Tavole rodolfine copernicane di Johannes Kepler alla corte Ming di Pechino. Nel trattato di astronomia occidentale scritto in cinese da Adam Schall von Bell nel 1640, i nomi di Copernico (Ge-Bai-Ni), Galileo (Jia-li-lüe) e Tycho Brahe (Di-gu) furono formalmente introdotti in Cina. C'erano anche Gesuiti in Cina che erano a favore della teoria copernicana, come Nicholas Smogulecki e Wenceslaus Kirwitzer. Tuttavia, le visioni copernicane non furono diffuse o totalmente accettate in Cina durante questo periodo.
Ferdinand Augustin Hallerstein (Liu Songling) creò il primo astrolabio sferico come Capo dell'Ufficio astronomico imperiale dal 1739 fino al 1774. L'antico osservatorio astronomico di Pechino, ora un museo, ospita ancora la sfera armillare con anelli rotanti, che fu fabbricata sotto la guida di Hallerstein ed è considerata il più importante strumento astronomico.
Mentre erano in Giappone, gli olandesi aiutarono i Giapponesi a costruire il primo osservatorio moderno del Giappone nel 1725, diretto da Nakane Genkei, i cui astronomi accettarono totalmente la visione copernicana. Al contrario, la visione copernicana non fu accettata nella Cina tradizionalista fino all'inizio del XIX secolo, con i missionari protestanti come Joseph Edkins, Alex Wylie e John Fryer.

## Famosi astronomi cinesi
- Gan De
- Guo Shoujing
- Shen Kuo
- Shi Shen
- Su Song
- Xu Guangqi
- Zhang Heng

## Osservatori
- Osservatorio imperiale di Pechino
- Osservatorio astronomico nazionale della Cina
- Osservatorio della Montagna Purpurea
- Osservatorio di Gaocheng
- Stazione osservativa di Xinglong